# Miami
Miami [maɪˈæmɪ] (City of Miami) ist eine Stadt und der Verwaltungssitz des Miami-Dade County im US-Bundesstaat Florida mit 442.241 Einwohnern (Stand: 2020). Das Stadtgebiet hat eine Größe von 143,1 km². Die Stadt ist Teil der Metropolregion Miami mit etwa 6,1 Millionen Einwohnern. Der Name „Miami“ kommt von dem indianischen Wort Mayaimi („großes Wasser“), mit dem der Lake Mayaimi (heute Lake Okeechobee) und der dort lebende Indianerstamm Mayaimi bezeichnet wurde. Die Stadt liegt an der Mündung des Miami River in die Biscayne Bay, die ein Teil des Atlantischen Ozeans ist. Nach Jacksonville ist Miami die zweitgrößte Stadt Floridas. Die Mehrheit der Einwohner Miamis spricht Spanisch als Muttersprache.

## Geographie

### Geographische Lage
Miami liegt im Süden Floridas an der Ostküste des Bundesstaates. Orlando liegt 360 km, Tampa 420 km, Jacksonville 540 km und Tallahassee 760 km entfernt.

### Geologie
Das Gestein unter der Stadt Miami wird Miami Oolith oder Miami-Kalkstein genannt. Diese Gesteinsschicht wird nur von einer rund 15 Meter dicken Erdschicht bedeckt. Der Miami-Kalkstein hat sich aufgrund der drastischen Veränderungen des Meeresspiegels in der letzten Eiszeit gebildet. Vor etwa 130.000 Jahren war der Meeresspiegel bedingt durch abschmelzende Gletscher 7,50 Meter über dem heutigen Niveau, was dazu führte, dass ganz Südflorida von einem flachen Meer bedeckt war. In dieser großen Lagune bildete sich im Laufe der Zeit der Miami-Kalkstein, der zu einem großen Teil aus abgestorbenen Schalentieren besteht. Vor 100.000 Jahren sank der Meeresspiegel wieder ab und legte den Grund der Lagune frei.
Da dieser Kalkstein porös und wasserdurchlässig ist, lässt sich Miami vor dem zu erwartenden Meeresspiegelanstieg nicht durch Dämme schützen.

### Klima

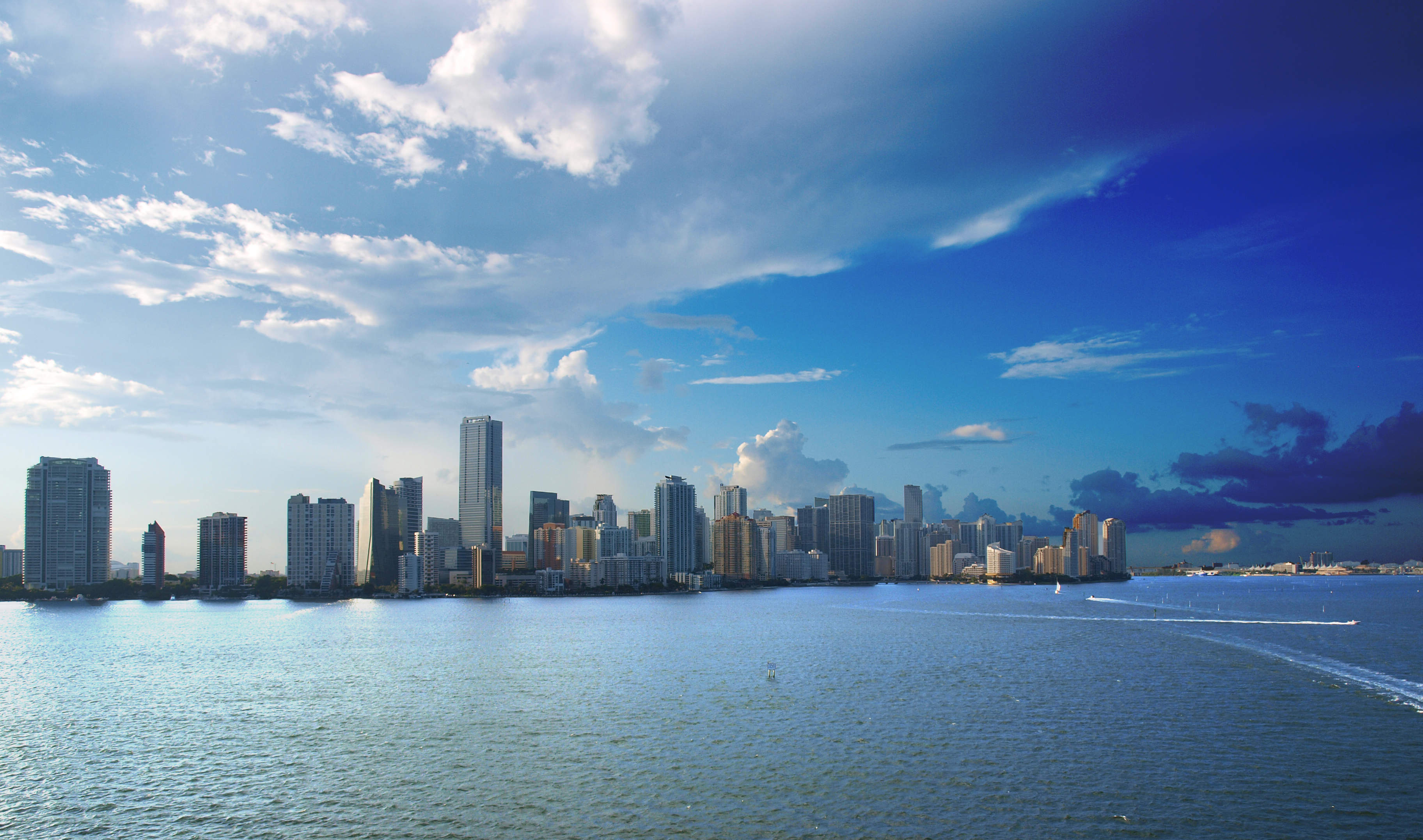
Miami (Skyline 2011)

Das Klima Miamis ist mit seinen feucht-heißen Sommern und trocken-warmen Wintern ein tropisches Monsunklima (effektive Klimaklassifikation nach Köppen: Am), wobei die Stadt zwischen Ende Oktober und März durchaus Kaltfronten ausgesetzt ist. Der jährliche Niederschlag hat seinen Höhepunkt in der Regenzeit von Mai bis Oktober, die mit der atlantischen Hurrikansaison zeitlich zusammenfällt. In den übrigen Monaten herrscht Trockenzeit. Diese ist geprägt von milden Temperaturen, die von gelegentlichen Einbrüchen kalter Luft unterbrochen wird und es sind diese Durchzüge von Kaltfronten, die zu den geringen winterlichen Regenfällen führen.
Der jährliche Niederschlag ist einer der höchsten in einer US-amerikanischen Großstadt und summiert sich auf 1488 mm, wobei die Werte der nahegelegenen Städte Fort Lauderdale (1621 mm) und Miami Beach (1227 mm) deutlich abweichen.
Das warme Klima verdankt Miami nicht nur seiner niedrigen Höhenlage und der Position knapp nördlich des Wendekreis des Krebses, sondern auch dem Golfstrom, der Temperaturextreme ausgleicht. An einem typischen Sommertag liegen die Höchsttemperaturen mindestens bei 24 °C und maximal zwischen 30 und 35 °C, wobei die hohe Luftfeuchtigkeit oft durch ein Gewitter oder Seewind verringert wird. In den Wintermonaten betragen die Temperaturen im Durchschnitt um 21 °C. Sie fallen selten unter 15 °C und erreichen maximal 25–28 °C.
Die höchste in Miami gemessene Temperatur betrug 40 °C, die niedrigste Temperatur von −1 °C wurde mehrfach gemessen. Schneefall trat in der Geschichte der Wetteraufzeichnungen in Miami bisher nur einmal auf, am 20. Januar 1977. Diese Aufzeichnungen wurden von 1839 bis 1900 recht sporadisch geführt, manche Lücken dauerten mehrere Jahre. Im Dezember 1900 wurde in Downtown Miami eine Wetterstation zur Messung von Temperaturen und Niederschlägen eingerichtet; im Juni 1911 eröffnete der National Weather Service ein offizielles Büro in der Stadt. Heute hat das National Hurricane Center der National Oceanic and Atmospheric Administration seinen Sitz in Miami.
Die Hurrikansaison dauert zwar offiziell vom 1. Juni bis zum 30. November, aber die Bildung von tropischen Wirbelstürmen außerhalb dieser Periode ist nicht ungewöhnlich. Die höchste Wahrscheinlichkeit dafür, dass Miami von einem Hurrikan getroffen wird, besteht während des Zeitraums, in dem die meisten Kap-Verde-Typ-Hurrikane entstehen, also zwischen Mitte August und Ende September. Miami wurde seit Hurrikan Cleo 1964 von einem direkten Treffer verschont. Viele tropische Wirbelstürme hatten Auswirkungen auf die Stadt, darunter vor allem die Hurrikane Betsy 1965, Andrew 1992, Irene 1999 sowie Katrina und Wilma in der sehr aktiven Hurrikansaison 2005. Ein tropisches Tiefdruckgebiet, das sich später über dem offenen Atlantik zum Tropischen Sturm Leslie entwickelte, verursachte im Jahr 2000 Rekordniederschlagsmengen und Überflutungen im Stadtgebiet. Durch seine Lage am Rand des Ozeans und auf der niedrig gelegenen Küstenebene gilt Miami neben New Orleans und New York City als eine der am meisten durch einen Wirbelsturm gefährdeten Großstädte in den Vereinigten Staaten. (siehe auch Hurrikan Irma)
|                       | Jan  | Feb  | Mär  | Apr  | Mai   | Jun   | Jul   | Aug   | Sep   | Okt   | Nov  | Dez  |   |         |
| Mittl. Tagesmax. (°C) | 24,0 | 24,7 | 26,2 | 28,0 | 29,6  | 30,9  | 31,7  | 31,7  | 31,0  | 29,2  | 26,9 | 24,8 | ⌀ | 28,2    |
| Mittl. Tagesmin. (°C) | 15,1 | 15,8 | 17,9 | 19,9 | 22,3  | 23,9  | 24,6  | 24,8  | 24,4  | 22,3  | 19,3 | 16,4 | ⌀ | 20,6    |
|                       |      |      |      |      |       |       |       |       |       |       |      |      |   |         |
| Niederschlag (mm)     | 51,1 | 52,8 | 60,7 | 72,4 | 157,7 | 237,0 | 144,8 | 192,5 | 193,8 | 143,3 | 67,6 | 46,5 | Σ | 1.420,2 |
|                       |      |      |      |      |       |       |       |       |       |       |      |      |   |         |
| Sonnenstunden (h/d)   | 7,1  | 7,7  | 8,9  | 9,8  | 9,7   | 9,6   | 10,0  | 9,3   | 8,7   | 8,4   | 7,4  | 7,0  | ⌀ | 8,6     |
|                       |      |      |      |      |       |       |       |       |       |       |      |      |   |         |
| Regentage (d)         | 5,3  | 4,6  | 4,9  | 4,5  | 9,0   | 13,8  | 13,3  | 15,0  | 14,2  | 10,9  | 7,1  | 4,5  | Σ | 107,1   |
|                       |      |      |      |      |       |       |       |       |       |       |      |      |   |         |
| Wassertemperatur (°C) | 22   | 22   | 23   | 25   | 28    | 30    | 31    | 31    | 30    | 28    | 25   | 23   | ⌀ | 26,5    |
|                       |      |      |      |      |       |       |       |       |       |       |      |      |   |         |
| Luftfeuchtigkeit (%)  | 73   | 71   | 70   | 67   | 72    | 76    | 75    | 76    | 78    | 75    | 74   | 73   | ⌀ | 73,3    |

| 15,1 |

| 15,8 |

| 17,9 |

| 19,9 |

| 22,3 |

| 23,9 |

| 24,6 |

| 24,8 |

| 24,4 |

| 22,3 |

| 19,3 |

| 16,4 |

| 15,1 |

| 15,8 |

| 17,9 |

| 19,9 |

| 22,3 |

| 23,9 |

| 24,6 |

| 24,8 |

| 24,4 |

| 22,3 |

| 19,3 |

| 16,4 |

## Geschichte

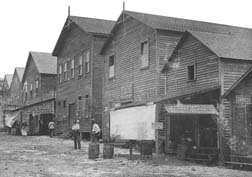
Miami 1896

Vor dem Eintreffen der Europäer wurde das Gebiet des heutigen Miami von den Tequesta-Indianern bewohnt. Am 18. Juli 1896 wurde Miami mit etwa 300 Einwohnern offiziell zur Stadt ernannt. Drei Monate vorher war Miami durch Henry Morrison Flaglers Florida East Coast Railway an das Eisenbahnnetz angeschlossen worden. Mit dem Bau des Royal Palm Hotels begann im selben Jahr der Tourismus in der Stadt. Einige Kilometer südlich befand sich schon eine kleine Ansiedlung (Coconut Grove). Der nächste große Ort war zu dieser Zeit Key West mit fast 20.000 Bewohnern.
Während der 1920er Jahre war in Miami das Glücksspiel erlaubt, und die Prohibition wurde weitgehend ignoriert. So immigrierten Tausende aus dem Norden der USA nach Miami und lösten somit den Bau-Boom aus. Durch neue Hochhäuser entstand eine Skyline, und Miami erhielt dadurch seinen Spitznamen „Magic City“ (deutsch etwa: magische Stadt), da die Stadt sich von einem Winter auf den nächsten derartig schnell veränderte, dass Besucher der Meinung waren, die Stadt sei wie von Zauberhand gewachsen. 1926 wurde der Bau-Boom durch einen nach der Stadt benannten Hurrikan und anschließend durch die Große Depression gestoppt. Während des Zweiten Weltkriegs baute das Militär viele Ausbildungskasernen rund um Miami, bedingt durch die strategisch günstige Lage. Auf der Suche nach Arbeit kamen viele Männer und Frauen wieder zurück und so wuchs die Bevölkerung bis 1950 auf über 500.000 Menschen in Miami und Umgebung an.
Seit den 1960er Jahren wanderten immer mehr Lateinamerikaner nach Florida und insbesondere nach Miami aus (Exilkubaner). Es etablierten sich Viertel wie Little Havana. Miami gilt heute als kultureller Schmelztiegel und hat eine mehrheitlich lateinamerikanische Bevölkerung. Zu den Bewohnern Miamis gehören vor allem Kubaner (34 % der Hispanics), Nicaraguaner, Honduraner, Kolumbianer, Puerto Ricaner, Dominikaner, Mexikaner, Venezolaner und Argentinier.
In den 1980er Jahren war Miami der größte Umschlagsplatz für Drogen, hauptsächlich Kokain, aus Kolumbien, Bolivien, Ecuador und Peru, bedingt durch die Nähe zu den Herstellungsländern und durch den Massentourismus. Die Drogenbarone brachten Milliarden US-Dollar nach Miami, wo das Geld durch diverse Einlagen in Banken und Investitionen in Bauvorhaben schnell gewaschen werden konnte. Zu dieser Zeit wurden in Miami die bekannte Fernsehserie Miami Vice und der Spielfilm Scarface gedreht.

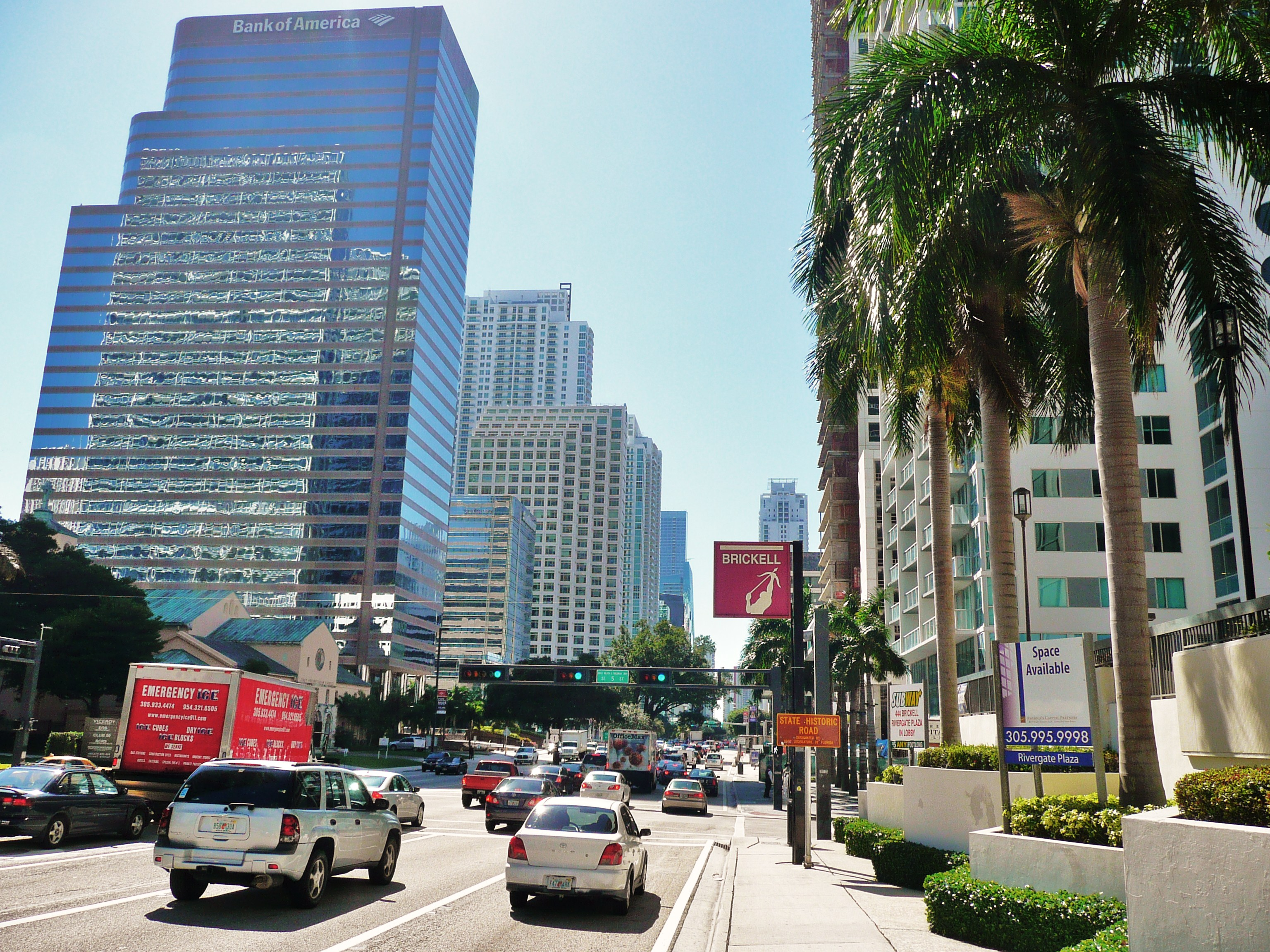
Brickell Avenue im Finanzdistrikt Downtowns

Nachdem die großen Drogenkartelle aus Lateinamerika in den 1990er Jahren zerschlagen wurden und die Sicherheitsbehörden effektiver gegen Kriminelle vorgingen, sank die Kriminalitätsrate drastisch und der Drogenimport ging zurück.
Die Stadt expandiert seitdem und erlebt einen immer noch anhaltenden Bauboom. Die verstärkte Bebauung Downtowns wird daher auch Manhattanization genannt. Neue Hotels, Apartments und Bürogebäude wurden erbaut, Szeneviertel wie Wynwood oder der Design District entstanden.
2013 wurde das neue Pérez Art Museum Miami eröffnet.
In den 2020er Jahren wurden im Norden (Miami Worldcenter) und im Süden (Brickell City Center) der Innenstadt zwei neue Stadtviertel gebaut.

### Religionen
In Miami gibt es derzeit 500 verschiedene Kirchen aus 32 unterschiedlichen Konfessionen, darunter ist die Baptistengemeinde mit 79 Kirchen am stärksten vertreten. Die Stadt gehört zum römisch-katholischen Erzbistum Miami. Weiterhin gibt es 47 zu keiner Konfession gehörende Kirchen (Stand: 2004). Nach New York und Los Angeles hat Miami die drittgrößte jüdische Gemeinde in den USA.

### Demographische Daten

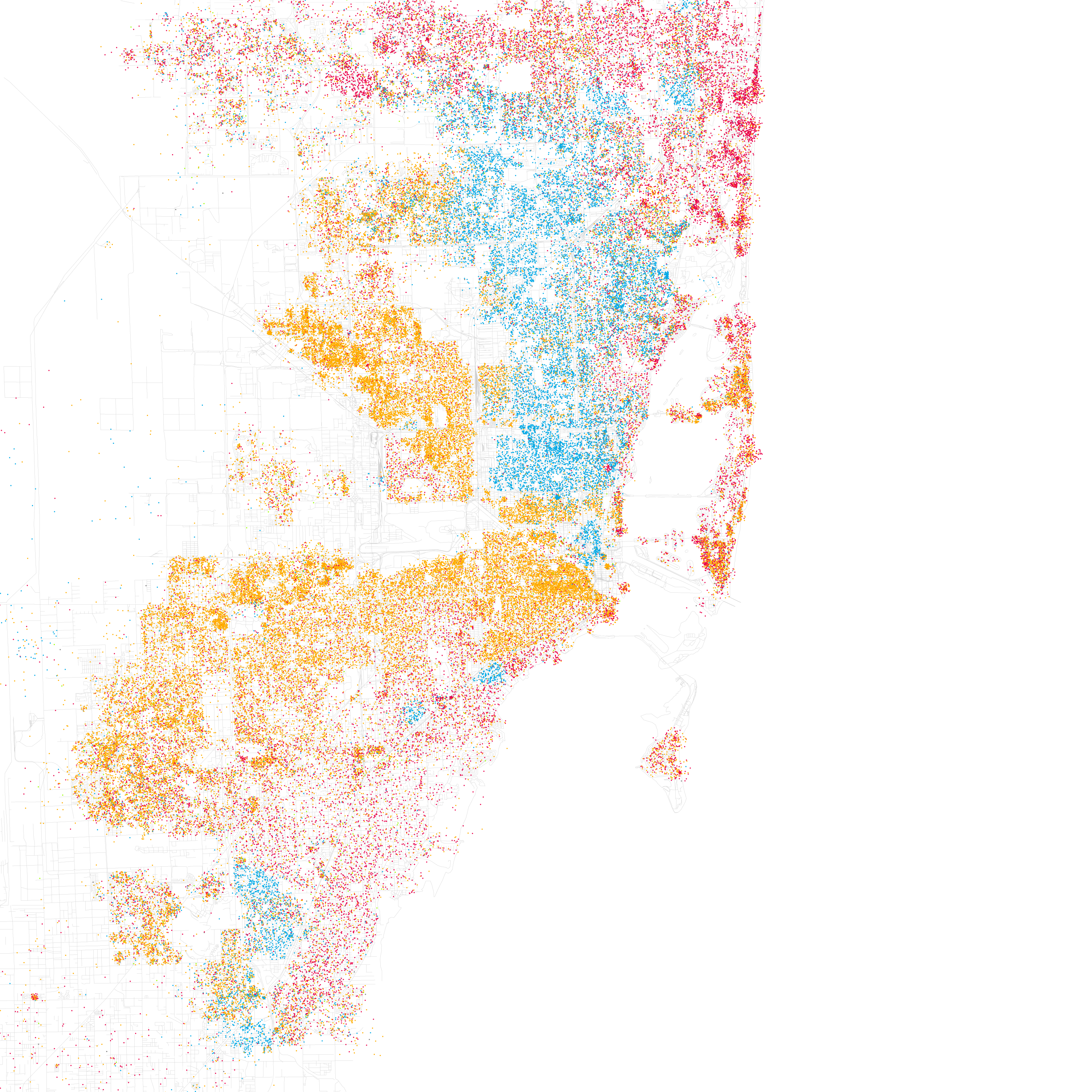
Darstellung der ethnischen Bevölkerungsverteilung in Miami im Jahr 2000: Weiß, Schwarz, Asiatisch, Latino

Gemäß der Volkszählung 2010 verteilten sich die damaligen 399.457 Einwohner auf 183.994 Haushalte. Die Bevölkerungsdichte lag bei 4322,2 Einw./km².
72,6 % der Bevölkerung bezeichneten sich als Weiße, darunter ein Großteil mit lateinamerikanischen Wurzeln; 11,9 % bezeichneten sich als Weiße ohne hispanische Abstammung. 19,3 % gaben als Race afroamerikanisch, 0,3 % indianisch und 1,0 % asiatisch-amerikanisch an. 4,2 % gaben die Angehörigkeit zu einer anderen Ethnie und 2,7 % zu mehreren Ethnien an. 70,0 % der Bevölkerung bestand aus Hispanics oder Latinos.
Im Jahr 2010 lebten in 27,4 % aller Haushalte Kinder unter 18 Jahren sowie 30,0 % aller Haushalte Personen mit mindestens 65 Jahren. 56,9 % der Haushalte waren Familienhaushalte (bestehend aus verheirateten Paaren mit oder ohne Nachkommen bzw. einem Elternteil mit Nachkomme). Die durchschnittliche Größe eines Haushalts lag bei 2,47 Personen und die durchschnittliche Familiengröße bei 3,15 Personen.
20,7 % der Bevölkerung waren jünger als 20 Jahre, 31,3 % waren 20 bis 39 Jahre alt, 27,1 % waren 40 bis 59 Jahre alt und 21,0 % waren mindestens 60 Jahre alt. Das mittlere Alter betrug 39 Jahre. 49,8 % der Bevölkerung waren männlich und 50,2 % weiblich.
Das durchschnittliche Jahreseinkommen lag bei 51.270 $ (2015), dabei lebten 27,7 % der Bevölkerung unter der Armutsgrenze.
Im Jahr 2000 war Englisch die Muttersprache von 25,45 % der Bevölkerung, Spanisch sprachen 66,75 %, Haitianisch-Kreolisch sprachen 5,20 % und 0,18 % hatten Deutsch als Muttersprache.
Miami gilt als drittärmste Stadt der Vereinigten Staaten, gemessen am Anteil der Bewohner, deren Einkommen unter der Armutsgrenze liegt. Vor Miami liegen nur noch El Paso (Texas) und Detroit (Michigan). Es gibt eine Reihe von sozialen Problemvierteln wie: Overtown, Liberty City, Little Haiti und Allapattah. Andererseits grenzen direkt an die City of Miami sehr reiche Orte an (Coral Gables, Miami Beach).

### Kriminalität

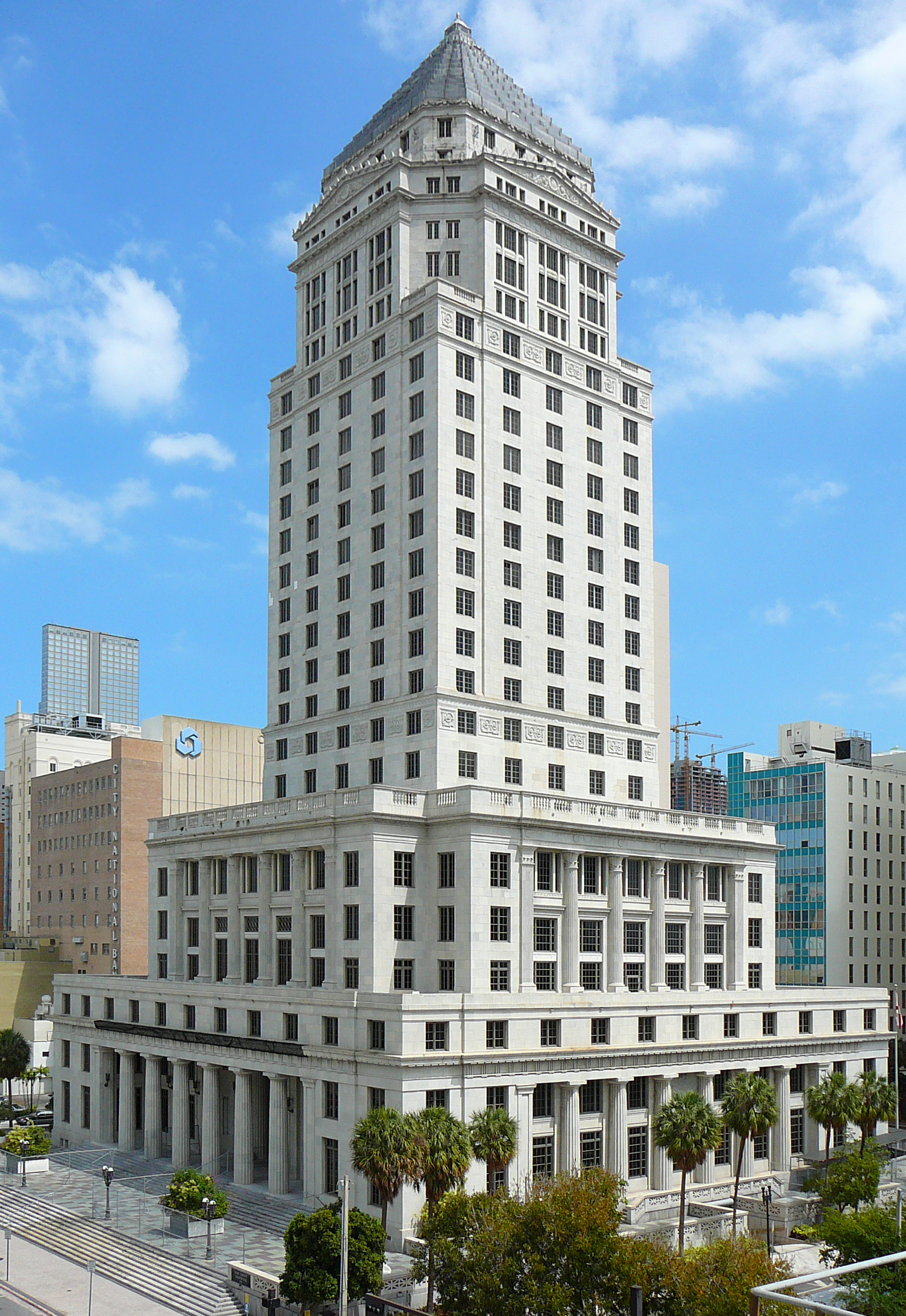
Dade County Courthouse (Landgericht), Downtown Miami

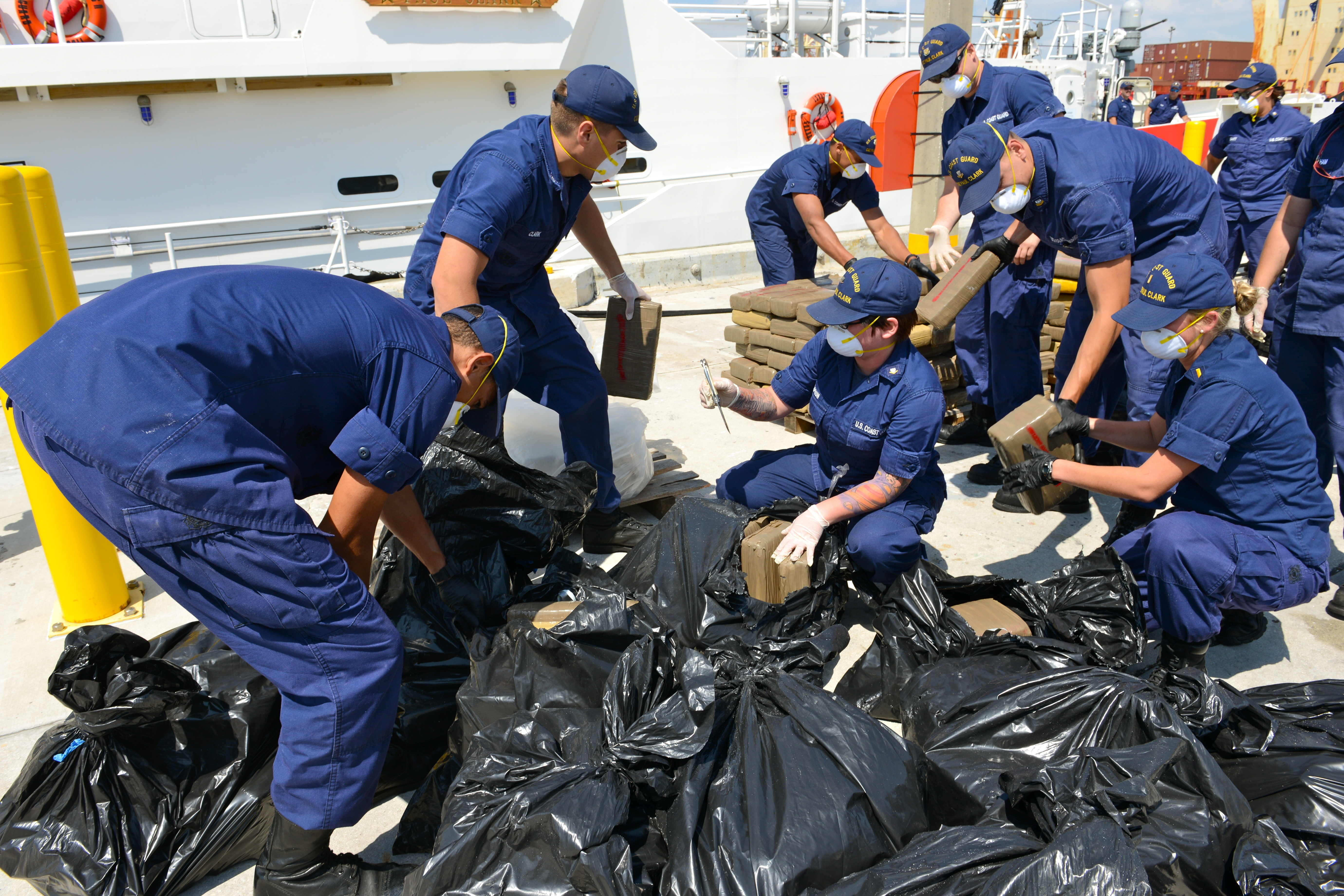
Die Küstenwache beschlagnahmt geschmuggeltes Kokain

Die Kriminalitätsrate lag im Jahr 2010 mit 534 Punkten (US-Durchschnitt: 266 Punkte) im hohen Bereich. Es gab 68 Morde, 46 Vergewaltigungen, 1.856 Raubüberfälle, 2.909 Körperverletzungen, 4.604 Einbrüche, 14.165 Diebstähle, 2.449 Autodiebstähle und 104 Brandstiftungen.
In den Jahren 1978 bis 1982 wurde Miami von einer Gewaltwelle bislang unbekannten Ausmaßes überschwemmt. Allein in der Zeit zwischen 1976 und 1981 gab es 1665 Morde, die fast nur von schwer bewaffneten Drogendealern begangen wurden. 1980 kam es zum Massenexodus von 125.000 Kubanern, den sogenannten Marielitos, unter denen sich auch 5.000 Schwerkriminelle befanden, die von Fidel Castro ausgewiesen wurden und sich in Zeltlagern unterhalb der I-95 in Liberty City niederließen und für einen schnellen Anstieg der Kriminalität sorgten. Im gleichen Jahr wurde Miami als Drogenhauptstadt der USA wahrgenommen. Der Spielfilm Scarface (1983) schildert diese Zustände.
Die gewaltsame Übernahme des Kokainhandels durch das Medellín-Kartell brachte den Höhepunkt der Morde. Die Kolumbianer aus Medellin wurden vom Miami Police Department als besonders „unbarmherzig, grausam und völlig skrupellos“ beschrieben. Sie machten sich nicht die Mühe, die Leichen zu beseitigen, sondern ließen die Toten nach dem Kugelhagel auf der Straße liegen, dabei starben auch viele Unschuldige. Der Höhepunkt der Gewalttaten fand in der berüchtigten Matanza Medellinesa statt, als an einem einzigen Wochenende 40 Drogenhändler mit Maschinenpistolen erschossen wurden.
Der Kokainkrieg von Miami wurde insbesondere von Griselda Blanco mitgetragen, deren Cocaine Cowboys und Motorradkiller das Dadeland Mall Massaker von 1979 zu verantworten hatten. Das Medellin-Kartell tagte mit anderen Unterweltgrößen im berühmten Mutiny Hotel in Coconut Grove/Miami. Miami wurde damals von der Presse als „Wal-Mart für Kokain“ bezeichnet. Miami, West Palm Beach und Fort Lauderdale wurden längere Zeit fast vollständig vom Medellin-Kartell beherrscht.
1981 war die Leichenhalle Miami beispielsweise derart überfüllt, dass mobile Kühlwagen die erschossenen Opfer von der Straße aufnehmen mussten. Insgesamt herrschte in dieser Zeit eine Atmosphäre der Angst und Hysterie in der schwer bewaffneten Stadt, in jenem Jahr wurden in Dade County über 220.000 Schusswaffen erworben.
Der gesamte Großraum Miami galt Anfang der 1980er Jahre als extrem unsicher und die Gefahr, Opfer von Raubmord, Vergewaltigung, Körperverletzung oder anderen kriminellen Taten zu werden, war allgegenwärtig.
Es wurden über 1000 völlig unzureichend ausgebildete Polizeibeamte für die CENTAC-Sondereinheiten rekrutiert, die aber häufig Opfer der Feuergefechte in den Drogenkriegen wurden. Die Korruption der Polizisten in Miami war legendär und ermöglichte den Drogenhändlern ein meist ungestörtes Abwickeln ihrer Geschäfte.
Nachdem die großen Drogenkartelle aus Lateinamerika in den 1990er Jahren zerschlagen wurden und die Sicherheitsbehörden effektiver gegen Kriminelle vorgingen, sank die Kriminalitätsrate drastisch und der Drogenimport ging zurück.
Jedoch gibt es in Miami heute noch einige Straßenbanden (Gangs). Vor allem im Bereich der sozialen Brennpunkte kommt es, wie in anderen Großstädten, immer wieder zu Auseinandersetzungen.

## Kultur und Sehenswürdigkeiten

### Touristische Attraktionen
Das Miami Seaquarium auf Virginia Key und das kubanische Viertel Little Havana sind die größten Touristenattraktionen Miamis. Miami ist daneben Ausgangspunkt vieler Reisen in die nahegelegenen Everglades und auf die Florida Keys, eine Inselgruppe am südlichsten Ende von Florida, zu der beispielsweise Key West gehört. Einige bekannte Attraktionen, die häufig der Stadt Miami zugeschrieben werden, befinden sich im nahegelegenen Miami Beach. In Miami findet alljährlich die Winter Music Conference statt. Seit 2002 wird in Miami Beach die internationale Kunstmesse Art Basel veranstaltet.

### Parks und Sportmöglichkeiten
Es gibt ein breites Angebot von verschiedenen Stadtparks, mehrere sportliche Einrichtungen, Spielwiesen und Möglichkeiten zum Camping. Durch die Nähe zum Strand sind alle Strand- und Wassersportarten möglich.
Jährlich findet ein Tennis-Masters-Turnier in Miami statt.

### Sport
- Miami Marlins (Major League Baseball)
- Miami Dolphins (National Football League)
- Miami Heat (National Basketball Association)
- Florida Panthers (National Hockey League)
- Inter Miami (Major League Soccer)
- Großer Preis von Miami (Formel 1)

Miami ist ein häufiger Austragungsort des Super Bowl der National Football League. Bisher wurden in Miami so viele Super Bowls ausgetragen wie in keiner anderen amerikanischen Stadt zuvor. Der letzte Super Bowl wurde als Super Bowl LIV im Februar 2020 zwischen den Kansas City Chiefs und den San Francisco 49ers im Hard Rock Stadium ausgetragen. Die Kansas City Chiefs gewannen mit 31:20. Davor fand im Februar 2010 zwischen den Indianapolis Colts und den New Orleans Saints der Super Bowl XLIV statt, den die New Orleans Saints gewannen. In Miami existierte 2002 bis 2003 die Autorennstrecke Bayfront Park. Seit der Formel-1-Saison 2022 findet der Große Preis von Miami auf einer eigens dafür gebauten Rennstrecke Miami International Autodrome rund um das Hard Rock Stadium statt.
Gerne erinnert man sich in Miami an den Super Bowl VII. 1972/73 gelang den Miami Dolphins als bisher einziger Mannschaft eine Perfect Season.

## Wirtschaft
Die größten Arbeitgeber waren 2018:
| Arbeitgeber                      | Arbeitnehmer |
| -------------------------------- | ------------ |
| Miami-Dade County School Board   | 33.477       |
| Miami-Dade County                | 25.502       |
| Bundesregierung                  | 19.200       |
| Staatsregierung Florida          | 17.100       |
| University of Miami              | 12.818       |
| Baptist Health South Florida     | 11.353       |
| American Airlines                | 11.031       |
| Jackson Health System            | 9797         |
| City of Miami                    | 4392         |
| Florida International University | 3534         |

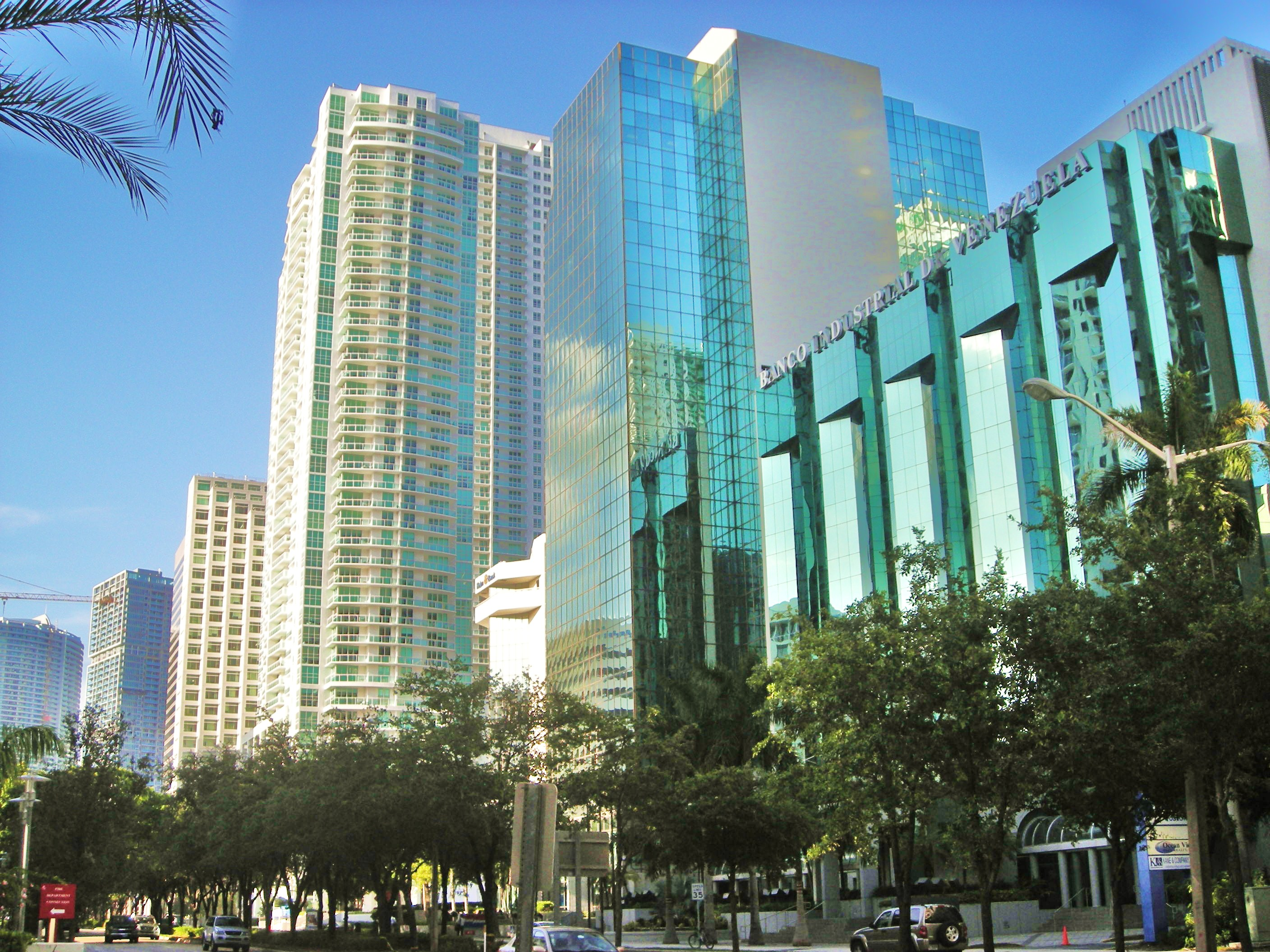
Bankenviertel Brickell

Mit 8,1 Millionen Besuchern stand Miami 2018 auf Platz 27 der meistbesuchten Städte weltweit. Touristen brachten im selben Jahr Einnahmen von 8,15 Milliarden US-Dollar. Keine amerikanische Stadt empfing mehr Touristen aus Lateinamerika.
Mehrere Unternehmen des Touristiksektors wie Norwegian Cruise Line und die Interval Leisure Group haben ihren Hauptsitz in Miami. Der Kreuzfahrtkonzern Royal Caribbean Cruises unterhält in Miami eine operative Hauptzentrale. World Fuel Services, die Lennar Corporation und Ryder System sind weitere große Unternehmen aus der Stadt.

## Verkehr

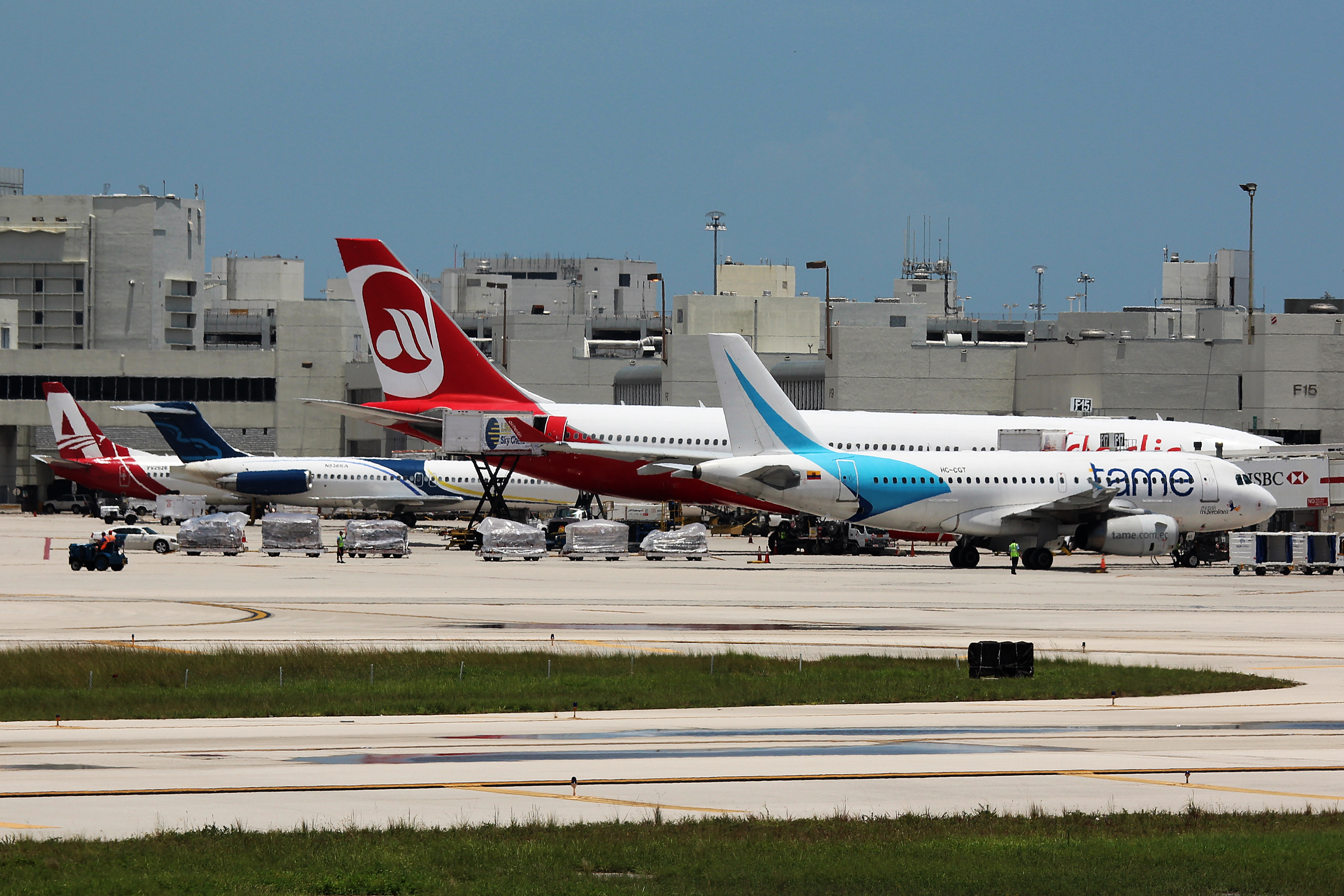
Miami International Airport

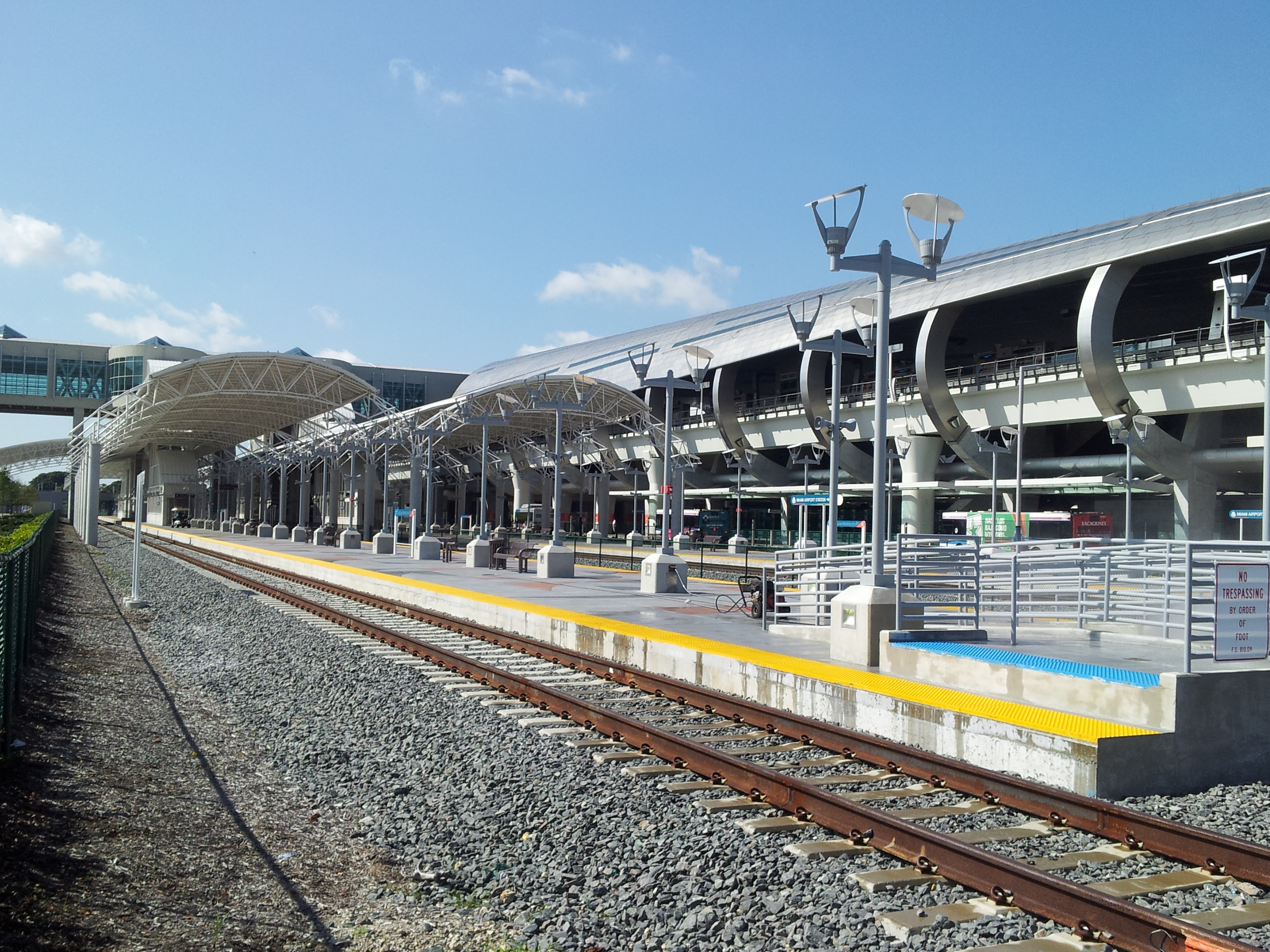
Miami Airport Station

### Flugverkehr
Der Miami International Airport ist einer der größten internationalen Flughäfen der Welt und ein bedeutendes Luftfahrt-Drehkreuz. 2016 wurden 44,6 Millionen Passagiere abgefertigt. Der Flughafen wird von vielen internationalen Fluggesellschaften angeflogen.
Weitere Flughäfen für den internationalen Flugverkehr sind der Fort Lauderdale-Hollywood International Airport und der Palm Beach International Airport. National ist Miami auch über den Opa-locka Executive Airport zu erreichen.

### Schiffsverkehr

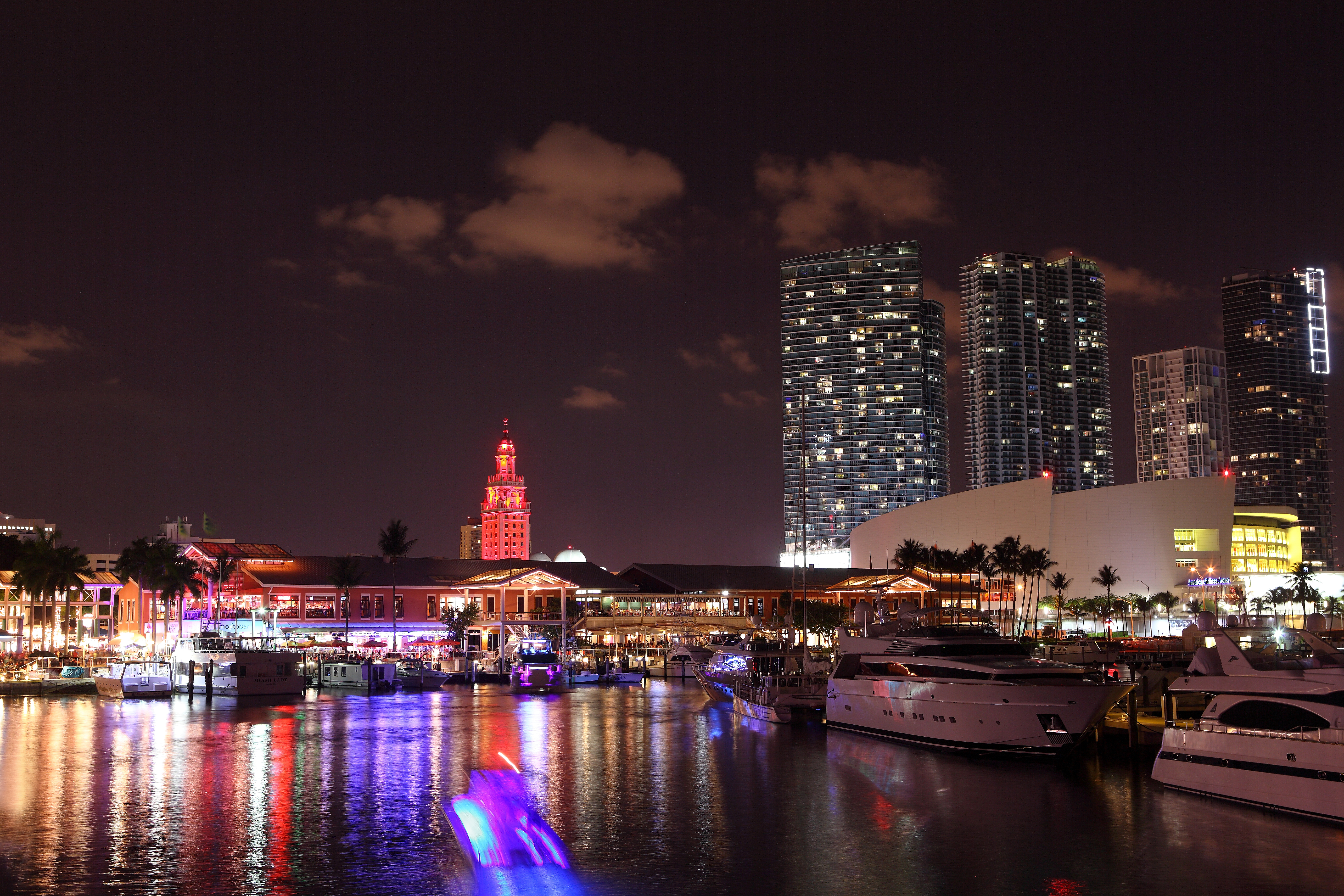
Yachthafen und Barmeile in Downtown Miami, mit Freedom Tower (m.) sowie American Airlines Arena (r.) im Hintergrund

Der Port of Miami war 2013 der größte Hafen der Welt für Kreuzfahrtschiffe mit über 4 Millionen Passagieren. Ebenso ist er einer der wichtigsten Fracht-Umschlagsplätze mit jährlich 8 bis 9 Millionen Tonnen Fracht und (2015 und 2016) über 1 Million TEU Containereinheiten.

### Öffentlicher Verkehr
Die Miami Airport Station ist der wichtigste Umsteigepunkt im öffentlichen Verkehr der Stadt. Hier enden seit 2015 die Regionalzüge/S-Bahnen der Tri-Rail aus Richtung Mangonia Park. Dabei bestehen Umsteigemöglichkeiten in die Hochbahn Miami-Dade Metrorail in Richtung Stadtzentrum sowie in den MIA Mover zum Flughafen Miami. Außerdem halten hier die Stadtbusse der Miami-Dade Transit (Metrobus) und auch die Fernbusse der Greyhound Lines. Der Miami-Dade Metromover ist ein kostenloses Peoplemover-System, das den Innenstadtbereich von Miami abdeckt.
Auch die Fernzüge der Amtrak aus Richtung New York City sollten nach Miami Airport Station verlegt werden, doch nutzen diese auch 2020 weiterhin die etwa sechs Kilometer nördlich gelegene, 1978 eröffnete Miami Station.
Seit 2018 bietet die Bahngesellschaft All Aboard Florida mit ihrer Marke Brightline eine neue Zugverbindung über die Gleise der Florida East Coast Railway (deren Tochter die Gesellschaft ist) vom Bahnhof Government Center in Miami über Fort Lauderdale nach West Palm Beach an. Dieser Service wurde 2023 bis zum Flughafen Orlando verlängert. Am innerstädtischen Government Center entstand dazu ein neuer Bahnhof MiamiCentral für Downtown Miami.
Bereits im Jahr 2011 hätte der Bau einer Hochgeschwindigkeitstrasse von Tampa über Orlando nach Miami beginnen sollen. Die Strecke sollte nach dem Prinzip der Verkehrswegebündelung entlang des bestehenden Fernstraßennetzes mit einer vorgesehenen Geschwindigkeit von 270 bis 300 km/h befahren werden. Die Pläne wurden von Gouverneur Rick Scott im März 2011 jedoch eingestellt, im Jahr 2019 aber erneut von der von Brightline-Highspeed-Zuglinie – zu diesem Zeitpunkt unter Beteiligung der Virgin Group – aufgegriffen.

### Straßenverkehr
Die in Nord-Süd-Richtung verlaufende Interstate 95 ist die wichtigste Straßenverbindung der Stadt. Sie wird von den Interstates 195 und 395 gekreuzt, die den Flughafen Miami im Westen mit Miami Beach im Osten verbinden. Außerdem verlaufen die U.S. Highways 1, 27, 41 und 441 sowie die Florida State Roads A1A, 5, 7, 9, 25, 90, 112, 836, 913, 933, 934, 953, 959, 968 und 972 durch das Stadtgebiet.

## Bildung
Die Stadt Miami ist ein Teil des Schulbezirks von Miami-Dade County. Dieser Schulbezirk umfasst insgesamt 39 High Schools, wovon 20 Schulen nicht im Gebiet von Miami liegen. Die wichtigsten weiterführenden Bildungseinrichtungen sind die Florida International University mit rund 55.000 Studenten und das Miami-Dade Community College mit rund 18.000 Studenten.
Die Miami-Dade Public Library besitzt etwas mehr als 4 Millionen Bücher, 106.000 Audio- und 111.000 Video-Medien. Sie hat 50 Stadtteil Büchereien und eine Hauptbücherei im Government Center in Downtown Miami.

## Medien
Miami ist der Verlagsort der überregionalen Tageszeitungen The Miami Herald, El Nuevo Herald und The Miami News (1988 eingestellt). Zu den Rundfunkstationen mit Sitz in Miami zählt Radio and TV Martí.
Die folgende Auswahl von Fernsehserien bzw. Filmen spielt in und um Miami oder wurde dort gedreht.
Fernsehserien:
Burn Notice, CSI: Miami, Dexter, Flipper, Golden Girls, Miami Vice, Million Dollar Agents, Nip/Tuck – Schönheit hat ihren Preis, Zwei Supertypen in Miami, Emma, einfach magisch!, StartUp
Filme:
2 Fast 2 Furious, Ace Ventura – Ein tierischer Detektiv, All About the Money, An jedem verdammten Sonntag, Bad Boys – Harte Jungs, Bad Boys II, James Bond 007: Casino Royale, James Bond 007 – Feuerball, James Bond 007 – Goldfinger, James Bond 007 – Lizenz zum Töten, Jede Menge Ärger, Making Mr. Right – Ein Mann à la Carte, Die Miami Cops, Miami Rhapsody, Police Academy 5 – Auftrag Miami Beach, Pain & Gain, die Porky’s-Filme, Scarface, Der Supercop, Die Supertrottel (Revenge of the Nerds 2), The Birdcage – Ein Paradies für schrille Vögel, The Specialist, Transporter – The Mission, True Lies – Wahre Lügen, Verrückt nach Mary, Zwei außer Rand und Band, Zwei bärenstarke Typen, Zwei sind nicht zu bremsen, Step Up: Miami Heat
Die US-amerikanische Realityshow Miami Ink – Tattoos fürs Leben (Originaltitel: Miami Ink), in der Menschen vor laufender Kamera tätowiert wurden, lief von 2005 bis 2008.
Miami diente als Vorbild für Vice City, dem Schauplatz des vierten Spiels der Grand-Theft-Auto-Reihe: Grand Theft Auto: Vice City (kurz GTA: VC oder Vice City; engl. für „Stadt der Laster“). Das Spiel wurde zunächst 2002 für die PlayStation 2, anschließend 2003 für PC veröffentlicht. Weiterhin diente die Stadt als Schauplatz für beide Hotline-Miami-Spiele, welche jeweils 2012 und 2015 erschienen.

## Persönlichkeiten
Bekannte Persönlichkeiten aus Miami sind der Schauspieler Sidney Poitier, der Politiker Marco Rubio, die Schauspielerin Eva Mendes, der Blogger Perez Hilton, der Rapper Pitbull sowie die Sängerin Jessica Sutta.

## Städtepartnerschaften
- Asti, Italien
- Bogotá, Kolumbien
- Buenos Aires, Argentinien
- Kagoshima, Japan
- Lima, Peru
- Madrid, Spanien
- Murcia, Spanien
- Port-au-Prince, Haiti
- Qingdao, Volksrepublik China
- Salvador, Brasilien
- Santiago, Chile
- Santo Domingo, Dominikanische Republik
- Sousse, Tunesien
- Antalya, Türkei